# Stade de Roudourou
Das Stade municipal de Roudourou ist ein städtisches Fußballstadion in der bretonischen Gemeinde Guingamp. Es ist die Heimspielstätte des Fußballvereins En Avant de Guingamp, dessen erste Mannschaft momentan in der zweithöchsten Spielklasse spielt.

## Geschichte
Das Stadion wurde 1990 errichtet und hat seit dem letzten Umbau ein Fassungsvermögen von 18.378 Zuschauern, darunter 16.878 Sitzplätze. Damit beträgt seine Kapazität mehr als das Doppelte der Einwohnerzahl des Ortes, die bei ungefähr 8.000 liegt. Der aus dem Bretonischen stammende Name ist mit „Stadion an den Furten“ zu übersetzen.
Für den Oktober 2009 hat der französische Fußballverband FFF das Stade de Roudourou erstmals zum Austragungsort eines Länderspiels der A-Nationalelf (WM-Qualifikationsspiel gegen die Mannschaft der Färöer) bestimmt, nachdem es zuvor auch schon die Juniorennationalmannschaft beherbergt hatte.
Errichtung und Ausbau dieser Sportstätte sind eng mit der Person von Noël Le Graët verbunden, einem ortsansässigen Unternehmer aus der Nahrungsmittelbranche (Celtigel), der von 1971 bis 1992 sowie erneut seit 2002 Vorsitzender von En Avant war, dazu von 1995 bis 2008 Bürgermeister der Gemeinde, außerdem zwischen 1991 und 2000 Präsident des französischen Profiligaverbands und von 2011 bis 2023 Präsident der FFF.